# Semanga deliciosa
Semanga deliciosa är en fjärilsart som beskrevs av Hans Fruhstorfer 1926. Semanga deliciosa ingår i släktet Semanga och familjen juvelvingar. Inga underarter finns listade i Catalogue of Life.